# 雄鎮内仮乗降場

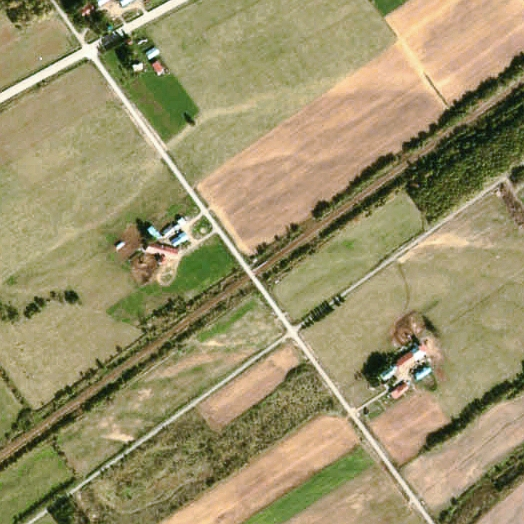
1978年の雄鎮内仮乗降場と周囲約500m範囲。左が北見滝ノ上方面。雄鎮内地区の中央にあり、北見滝ノ上側に踏切と待合室がある。

雄鎮内仮乗降場（ゆうちんないかりじょうこうじょう）は、北海道紋別郡滝上町雄鎮内（おちんない）にあった日本国有鉄道（国鉄）渚滑線の仮乗降場（廃駅）である。渚滑線の廃線に伴い1985年（昭和60年）4月1日に廃駅となった。

## 歴史
1955年（昭和30年）12月25日に名寄本線・渚滑線・興浜南線でレールバスの運行が開始されると同時に、利用者の利便を図って増設された仮乗降場である。

### 年表
- 1955年（昭和30年）12月25日 - 日本国有鉄道渚滑線の雄鎮内仮乗降場として開業[1]。
- 1985年（昭和60年）4月1日 - 渚滑線の廃線に伴い廃止となる[1]。

### 仮乗降場名の由来
所在地名より。地名のよみは「おちんない」であるが、乗降場名は一説には「音がおかしいから」との理由で「ゆうちんない」となった。地名は付近で渚滑川に注ぐ2つの小川、パンケオチンナイ川、ペンケオチンナイ川に由来し、「オチンナイ」の原義はアイヌ語の「オチンナイ（o-cin-nay）」（川口を・左右にかき分ける〔=本流に崖を突き破るように流れる〕・川）であるとされている。
川名の「パンケ」、「ペンケ」は道内諸地の地名に見られるように、「パンケ（panke）=下流の」「ペンケ（panke）=上流の」を表す接頭辞である。

## 駅構造
廃止時点で、単式ホーム1面1線を有する地上駅であった。

## 駅周辺
- 北海道道996号上渚滑原野滝ノ上線
- 国道273号（渚滑国道）
- 渚滑川
- 北紋バス「55線」停留所

## 駅跡・周辺
1997年（平成9年）11月時点では鉄道関連施設は何も残っておらず、畑になっている。

## 隣の駅
日本国有鉄道
渚滑線
滝ノ下駅 - 雄鎮内仮乗降場 - 濁川駅